# 7989 Pernadavide
7989 Pernadavide eller 1981 EW41 är en asteroid i huvudbältet som upptäcktes den 2 mars 1981 av den amerikanska astronomen Schelte J. Bus vid Siding Spring-observatoriet. Den är uppkallad efter Davide Perna.
Den tillhör asteroidgruppen Massalia.